# Rüdiger Marmulla
Rüdiger Marmulla (* 19. Dezember 1963 in Frankfurt am Main) ist ein deutscher Mund-, Kiefer- und Gesichtschirurg.
Am 24. März 1998 führte Rüdiger Marmulla die erste computergestützte Knochensegmentnavigation am Klinikum der Universität Regensburg durch. Dazu wurde ein neues Navigationssystem verwendet, das Marmulla in Kooperation mit Carl Zeiss entwickelt hat und das erstmals nicht einzelne Referenzpunkte, sondern komplette Referenzflächen zur Patientenregistrierung verwendet.

## Leben
Marmulla promovierte nach dem Studium der Human- und Zahnmedizin an der Universität Frankfurt am Main mit zwei Grundlagenarbeiten zu elektronenmikroskopischen Fragestellungen an der Dr. Senckenbergischen Anatomie zum Dr. med. und Dr. med. dent.
Es schloss sich eine ärztliche Tätigkeit beim Christlichen AIDS-Hilfsdienst in Frankfurt am Main an. Von 1994 bis 1998 war Marmulla Assistenzarzt in der Klinik für Mund-, Kiefer- und Gesichtschirurgie der Universität Regensburg, seit 1998 als Oberarzt. Marmulla habilitierte 1999 mit einer Arbeit zur computergestützten Knochensegmentnavigation. Marmulla leitete von 2002 an einen von der Deutschen Forschungsgemeinschaft geförderten Sonderforschungsbereich für computergestützte Chirurgie an den Universitäten Heidelberg und Karlsruhe und hatte seit 2005 unter anderem ein gemeinsames Forschungs- und Entwicklungsprojekt zur Navigation mit dem Deutschen Zentrum für Luft- und Raumfahrt (DLR). Seit 1995 ist Marmulla als Berater für Carl Zeiss und seit 2000 für das Fraunhofer-Institut IPK, Berlin tätig. Seit 2006 ist er Professor an der Universität Regensburg.

## Schriften
- Licht- und elektronenmikroskopische Untersuchung von Histologie und Acetylcholinesteraseaktivität des Übergangs von M. gastrocnemius und Achillessehne der Ratte. Goethe-Universität, Frankfurt 1989.
- Herstellung und Anwendung vorpolymerisierten Kunststoffes zur Einbettung von Geweben in der Elektronenmikroskopie. Goethe-Universität, Frankfurt 1989.
- Geheimnis Weltall. Hänssler-Verlag, Holzgerlingen 1995.
- Die täglichen Losungen der Herrnhuter Brüdergemeine für Microsoft Windows und MS-DOS. Hänssler-Verlag, Holzgerlingen 1996, ISBN 3-7751-3308-9.
- Time Scheduling Professional. Jungjohann-Verlag, Neckarsulm 1997, ISBN 3-931253-12-0.
- Astronomischer Kalender mit Planetarium. Jungjohann-Verlag, Neckarsulm 1998, ISBN 3-932347-09-9.
- Computergestützte Knochensegmentnavigation. Quintessenz-Verlag, Berlin 2000, ISBN 3-87652-869-0.
- Comprehensive Patient Administrator. Eigenverlag, 2001; 2. Auflage. Jungjohann-Verlag, Neckarsulm 2003, ISBN 3-932347-18-8.
- mit Michael Dieterich: Werkstatt Kirche. Fachverlage des IPP, Freudenstadt 2013, ISBN 978-3-943815-03-0; 2. Auflage 2015.
- Computergestützte Persönlichkeitsdiagnostik. SCM R. Brockhaus-Verlag, Witten 2014, ISBN 978-3-417-26559-0
- mit Michael Dieterich: Church in Progress. IPP Publishing house, Freudenstadt 2015, ISBN 978-3-943815-05-4.
- Wie ein Frühling. Die Biographie von Hilde und Michael Dieterich. SCM R. Brockhaus-Verlag, Witten 2016, ISBN 978-3-417-26797-6.
- PST-Rverbal. Softwarepaket zur computergestützten Persönlichkeitsdiagnostik. Fachverlag des IPP, Freudenstadt 2016, ISBN 978-3-943815-06-1.

## Patente
- Marmulla, Rüdiger (Erfinder), Carl Zeiss Oberkochen (Anmelder): System zur Knochensegmentnavigation, Deutsches Patent DE 19747427, 1997
- Marmulla, Rüdiger (inventor), Carl Zeiss Oberkochen (submitter): Bone Segment Navigation System, International Patent PCT/EP98/06828, 1998
- Marmulla, Rüdiger (inventor), Carl Zeiss Oberkochen (submitter): Bone Segment Navigation system, European Patent EP/98954456, 1999
- Rüdiger Marmulla: Vorrichtung zur optischen Erfassung und Referenzierung zwischen Datensatz, Operations-Situs und 3D-Markersystem zur Instrumenten- und Knochensegmentnavigation, Deutsche Patentanmeldung DE 19960020.1, 1999
- Marmulla, Rüdiger und Lüth, Tim: Verfahren und Vorrichtung zur Instrumenten- und Knochensegment- sowie Gewebe- und Organnavigation, Internationale Patentanmeldung, PCT/EP00/12685, 2000
- Rüdiger Marmulla: System and method for bone segment navigation, United States Patent 6.241.735, 2001
- Marmulla, Rüdiger und Hassfeld, Stefan und Mühling, Joachim: System zur passiven Gewebe- und Organnavigation, Deutsche Patentanmeldung DE 10135156.9, 2001
- Marmulla, Rüdiger und Hassfeld Stefan und Mühling, Joachim: Vorrichtung und Methode zur Insertion und Navigation nicht-diskriminierter passiver Marker und zur Diskriminierung passiver sowie semiaktiver Marker zur Instrumenten- und Knochensegment- sowie Gewebe- und Organnavigation, Deutsche Patentanmeldung DE 10161787.9, 2001
- Marmulla, Rüdiger (inventor), Carl Zeiss (submitter): System and method for bone segment navigation, Japanese Patent 1999-523260, 2002
- Marmulla, Rüdiger und Lüth, Tim: Device for instrument, bone segment, tissue, and organ navigation, European Patent 1237493, 2004
- Marmulla, Rüdiger und Lüth, Tim: Method and device for instrument, bone segment, tissue, and organ navigation, United States Patent 7.079.885, 2006